# Quốc kỳ Tuva
Quốc kỳ Tuva, một nước cộng hòa của Liên bang Nga, có nền màu xanh dương với một hình chữ "Y" và một tam giác màu vàng ở bên trái.
Màu trắng tượng trưng cho bạc và đức hạnh; Ngoài ra, thông thường ở Tuva là các nữ tiếp viên chào đón khách với những người truyền phát bạc trong vòng tay của họ. Hình tam giác màu vàng tượng trưng cho vàng và Phật giáo. Màu xanh tượng trưng cho đạo đức của những người chăn du mục (những người thường được tôn trọng trong khu vực), cũng như bầu trời Tuvan. Pall xanh tượng trưng cho hợp lưu của sông Bii-Khem (Bolshoy Yenisei) và Kaa-Khem (Maly Yenisei) tại thủ đô Tuvan của Qızıl, nơi chúng tạo thành sông Yenisei, được người dân địa phương gọi là sông Ulug-Khem.
Lá cờ được tạo ra vào ngày 18 tháng 9 năm 1992, bởi Oyun-ool Sat, I. C. Salchak và O. I. Lazarev. Tỷ lệ là 2: 3.